# HMS Hussar (J82)
Pour les autres navires du même nom, voir HMS Hussar.
Le HMS Hussar (pennant number J82) est un dragueur de mines de la classe Halcyon construit pour la Royal Navy dans les années 1930 et utilisé pendant la Seconde Guerre mondiale

## Construction
Le Hussar est commandé le 23 février 1933 pour le chantier naval de John I. Thornycroft & Company de Southampton en Angleterre. La pose de la quille est effectuée le 10 août 1933 sous le numéro J1118, le Hussar est lancé le 27 août 1934 et mis en service le 16 janvier 1935.
Il est parrainé par la communauté civile de Kirkburton dans le West Riding of Yorkshire, dans le cadre de la Warship Week (semaine des navires de guerre) en mars 1942.
La classe Halcyon est conçue pour remplacer la classe Hunt précédente et varie en taille et en propulsion en fonction de sa construction.
Les premiers Halcyon dont fait partie ce navire déplacent 828 t à charge standard et 1 392 t à pleine charge. Les navires ont une longueur totale de 74,9 m, un maître-bau de 10,21 m et un tirant d'eau de 2,7 m.
Ils sont propulsés par deux moteurs à vapeur à expansion verticale, chacun entraînant un arbre, utilisant la vapeur fournie par deux chaudières à trois cylindres Admiralty. Les moteurs produisent un total de 1 770 ch (2 400 kW) et donnent une vitesse maximale de 16,5 nœuds (30,6 km/h). Le Halcyon transporte au maximum 247 t de mazout, ce qui lui donne un rayon d'action de 7 200 milles marins (13 300 km) à 10 nœuds (19 km/h). L'effectif du navire est composé de 80 officiers et hommes d'équipage.
La classe Halcyon est armée de deux canons de marine de 4 pouces QF Mk V (102 mm); le canon avant est dans une monture à angle élevé tandis que le canon arrière est dans une monture à angle faible. Elle est également équipée de huit mitrailleuses Lewis de .303 British (7,7 mm). Plus tard dans sa carrière, le support arrière de 4 pouces est retiré, tout comme la plupart des mitrailleuses .303, un support quadruple pour les mitrailleuses Vickers de 12,7 mm est rajouté, tout comme jusqu'à quatre supports simples ou doubles pour les canons antiaérien Oerlikon de 20 mm. Pour le travail d'escorte, son équipement de dragage de mines pouvait être échangé contre environ 40 charges de profondeur.

## Histoire
Une fois terminé et mis en service le 16 janvier 1935, le Hussar sert dans la 1re flottille de dragueurs de mines (1 MSF) dans le Home Command, basée à Chatham et doit soulager l'ancien dragueur de mines Sutton (J 78).
Après ses essais, le Hussar passe une grande partie de l’année 1935 par des visites, qui ont inclus Gibraltar, Bathurst, Freetown, Amsterdam et Rouen. Il a également été à King's Lynn, Bristol et les ports navals au Royaume-Uni. Il navigue ensuite vers la Méditerranée vers la fin de l’année. Après un passage dans la Méditerranée orientale en février/mars 1936, le Hussar navigue sur les côtes locales pour être pris en main à Sheerness pour l’amarrage et un court radoub en mai/juin. Il corrige les défauts à Chatham en août, effectue des essais et d'autres réparations en décembre et qui s'achèvent le 12 janvier 1937.
Le Hussar subit des améliorations à Sheerness en mars/avril 1937 avant d'effectuer des exercices à Portland et dans la Clyde d'avril à juillet. Il navigue ensuite jusqu'à la Méditerranée où il visite les ports espagnols. En août, il «escorte» le cargo SS British Corporal dans le détroit de Gibraltar, après l'avoir rencontré après avoir quitté Alger. Le Commandement en chef de la Mediterranean Fleet (Flotte méditerranéenne) ordonne au Hussar de fermer ce navire "seulement s'il est menacé de danger immédiat". Les détails de cet incident ne sont pas disponibles, mais il faut dire que la guerre civile espagnole était en cours et que les navires de la Flotte méditerranéenne étaient occupés à protéger les citoyens britanniques en Espagne et à tenter également de mettre fin au naufrage de navires marchands innocents par des sous-marins italiens. Après cet incident, le Hussar rentre à son port d'attache à Chatham pour un entretien, puis navigue vers Portland.
Le Hussar commence un radoub à Sheerness le 14 janvier 1938 après avoir réduit à deux cinquièmes son équipage à Chatham. Ce radoub comprend le remplacement du canon de marine de 4 pouces QF Mk V de 4 pouces (102 mm) montage LA par une seconde arme de 4 pouces avec montage HA et 4 mitrailleuses de 12,7 mm en montage quadruple tubes remplaçant son canon de marine de 2 livres QF pompom. En avril, il rejoint la 1re Flottille à Portland, puis passe quatre mois dans la Manche avant de visiter Fredrikstad près d'Oslo en Norvège. En décembre, il réalise des réparations à Sheerness.

### Seconde Guerre mondiale
Le Hussar est dans la région de Portsmouth jusqu’en avril/mai 1939, quand le 11 mai, il retourne à Sheerness pour une remise en état. Il est réaffecté à Chatham le 15 juillet avec un équipage de la réserve de Devonport pour être affecté dans la 5e flottille de dragueurs de mines. Au crépuscule avant le début de la guerre, Il est sur la côte Est, et quand la guerre a commencé le 3 septembre, le Hussar est à son poste de guerre dans la Manche.
Le 4 novembre 1939, le Hussar est impliqué dans une collision avec son navire-jumeau Speedwell (J87) et seize jours plus tard, il échappe de justesse à sa destruction lorsqu'il sondait près du navire-phare Humber. Une mine se coince dans le dispositif de balayage et explose à 10 mètres du côté du navire, causant des dommages.
En avril 1940, le Hussar est réaffecté à la 6e flottille de dragueurs de mines sous Commandement de Douvres. À la mi-mai, il est bombardé et miné; alors qu'il balayait Brown Ridge sur la côtes néerlandaise le 15, il est touché par des bombes touchant le bord tribord du gaillard arrière et traversant le pont et le côté. Bien qu'il ne peut être dirigée qu'à la main, le Hussar atteint le port en toute sécurité, mais trois hommes de son équipage ont été tués et dix autres blessés. Le lendemain, il est également endommagé par une mine. Le Hussar peut naviguer jusqu’à North Shields pour les réparations qui sont achevées le 21 juin. Le navire est de nouveau bombardé à 5 h le 10 juillet, puis à nouveau à 13 h 19 alors qu’il se trouve à 21 milles au large d'Orford Ness. Le navire est fortement engagé et touché depuis la mi-mai, et il est décidé de le ramener à son port d’attache, Chatham, pour réparation et révision.
Le Hussar est réaffecté à Chatham. Vers la fin du mois de septembre, le navire est sélectionné pour participer à l'opération Lucid, une attaque contre la flotte d'invasion allemande dans le nord de la France qui a ensuite été annulée. Le Hussar se rend ensuite à Grimsby pour y réaménager entre le 18 octobre et le 7 novembre. En état de radoub, il commence à escorter les convois de la côte Est.
Il voit l'année 1940 par les fonctions d’escorte, et ceux-ci continuent en janvier 1941 comme escortant le convoi FS 83 le 9. En février, il effectue des tâches de dragage de mines dans la Manche avec le Selkirk (J18) (ancienne classe « Hunt ») et d’autres navires. Après des réparations à Rosyth entre le 6 et le 17 avril, il escorte le seul navire marchand qui constitue le convoi Hatch.
Le Hussar est ensuite réaffecté au service d’escorte des approches occidentales. Entre le 9 et le 18 mai, il escorte les convois OB 319 et SC 30 avant de se rendre à Aberdeen pour la réparation de la chaudière entre le 2 et le 15 juin. Il escorte ensuite le convoi HX 132 en juin et le convoi HX135 en juillet avant de se rendre à Southampton pour un remise en état qui dure du 16 juillet au 15 septembre. Lorsque le Hussar sort de son radoub de Southampton, il se retrouve affecté pour le service d'escorte de convois dans l'Arctique. Le premier de la série de convois en direction vers la Russie du Nord navigue le 29 septembre à partir de Hvalfjörður en Islande, escorté par un groupe comprenant les navires de classe Halcyon Hussar, Gossamer (J63) et Leda (J93). Lorsque le convoi arrive à Arkhangelsk le 11 octobre 1941, les «Halcyons» y restent, temporairement basés là-bas, effectuant des dragages de mines et des sondages anti-sous-marins. Ces trois navires ont rendez-vous avec le convoi PQ 2 lors de la dernière étape de son passage à la fin d'octobre. et en novembre, le Hussar, le Gossamer et le Speedy (J17) accomplissent le même devoir pour le convoi PQ 3. Le Hussar et le Gossamer font ensuite partie de l'escorte océanique pour le convoi QP3. Le 7 décembre, le Hussar doit quitter le convoi en raison du mauvais temps violent et d'un moteur de direction coincé. Le Hussar est envoyé à Hartlepool le 15 décembre pour «arcticiser» (s'équiper pour les froids arctiques) jusqu'au début de février 1942 .
Entre le 14 et le 23 février 1942, le Hussar escorte le convoi PQ 11. La pluie, le brouillard et la neige ont enveloppé les navires, et le convoi, naviguant à environ huit nœuds, évite l'ennemi. Les Halcyons restent de nouveau dans les eaux russes, le Hussar sortant pour faire venir le convoi PQ 12 le 11 et 12 mars. Le Hussar a presque été touché par des bombes lors d’un raid aérien ennemi sur Mourmansk dans la nuit du 16 mars. Lorsque le croiseur Trinidad (46) est frappé par l'une de ses propres torpilles, les Harrier (J71), Gossameret Hussar sortent pour aider à rassembler les navires marchands dispersés et amener dans la baie de Kola le croiseur endommagé. Le convoi QP11 (13 navires) naviguéevers l'Angleterre le 28 avril avec une escorte de six destroyers, quatre corvettes et un chalutier; le croiseur Edinburgh (16) est en étroite assistance. Le 30 avril, l'U-Boot U-56 torpille le Edinburgh. Les Niger (J73), Harrier, Hussar et Gossamer, soutenant le convoi lors de la première étape de son voyage, se rendent immédiatement en aide au croiseur qui est attaqué à nouveau, cette fois par des destroyers allemands. Le Edinburgh parvient à couler l’un d’eux, mais est à nouveau torpillé et presque coupé en deux. Le Hussar prend part à la bataille avec les destroyers ennemis. Les Halcyons emmènent les survivants du Edinburgh à Polyarny. Le Hussar quitte la baie de Kola pour aider le convoi PQ 16 le 29 mai avec les Bramble (J11), Gossamer, Harrier, Niger et Seagull (J85), arrivant à Mourmansk le 31 mai.
L'escorte océanique pour le convoi QP 13 (35 navires) comprend entre autres le Niger et le Hussar. Le temps épais a duré pendant la durée du passage et le convoi QP13 n'est pas attaqué. Le 4 juillet au large de l'Islande, le convoi se divise en deux parties, la première de 16 navires se dirigeant vers le Loch Ewe et la seconde de 19 navires naviguant pour Reykjavik. Cette dernière partie navigue en cinq colonnes protégées par le Niger, le Hussar, la corvette des Forces navales françaises libres Roselys et deux chalutiers. La visibilité maximale est descendue à un mille; le vent est au nord-est et la mer est agitée dans la soirée du 4 juillet. Aucun contact visuel n'est obtenu pendant 48 heures. Le front de convoi de la partie Reykjavik est réduit à deux colonnes à 19h10 afin de permettre le passage entre Straumnes et le champ de mines britannique au nord-ouest de l'Islande. La position du convoi est modifiée pour Straumnes Point à partir d’une position estimée à partir de sondages seulement. Vers 22h00, Le Niger, qui s'était rendu sur les lieux pour trouver un passage, (le Hussarentretenant un lien visuel avec le convoi), aperçoit ce qui semble être le Cap Nord à environ un mille de là, et le convoi a modifié le cap en conséquence. Le Niger aperçoit en effet un grand iceberg, et à 22h40, il explose et coule juste après avoir réalisé son erreur et informé le Commodore du convoi. Le brouillard réduit encore la visibilité et quatre navires marchands sont coulés par des mines, deux autres étant gravement endommagés. Les escortes secourent courageusement des survivants dans le champ de mines, le Roselys se distinguant particulièrement. Le Hussar arrive à obtenir un correctif à terre et conduit les autres navires hors du champ de mines en sécurité, atteignant Reykjavik le 7 juillet.
Après le convoi QP 13, le Hussar remorque un navire marchand à Scapa Flow, peut-être l'une des victimes du convoi QP 13. Il navigue ensuite jusqu'à Milford Haven où il est réaménagé entre le 17 juillet et le 10 octobre. Il quitte Milford Haven le 12 octobre pour Greenock d'où il rejoint l'escorte du convoi KX48 entre le 25 et le 31 octobre. Avec les dragueurs de mines Bude (J116) et Speedwell, il amène ce convoi jusqu'à Gibraltar. Il s'agit d'un convoi précédant l'opération Torch, l'invasion de l'Afrique du Nord et ses navires comprennent des chalutiers, des remorqueurs, des navires transportant du carburant, huit navires en tout. Après avoir effectué un sondage local anti-sous-marins avec le Speedwell, le Hussar quitte Gibraltar le 5 novembre avec le Speedwell et le Algerine (J213) pour un rendez-vous avec le convoi KMS1A à la position géographique de 35° 33′ N, 6° 25′ O au large de Tanger pour augmenter la protection du convoi. Il s’agit du principal convoi d'assaut lent à destination d'Alger, composé de 47 navires et de 18 escortes. Ainsi, les trois dragueurs de mines naviguent dans le cadre de l'opération Torch. Ils retournent ensuite à Gibraltar avec les navires vides du convoi MKS1A.
Comme tant de navires à domicile, le Hussar prend part dans l'immense réseau de l'Opération Torch et de ses convois méditerranéens associés; le Hussar et le Speedwell arrivent à Alger avec un convoi TE (local) début décembre. À la mi-décembre, le Hussar retourne à Gibraltar avec le convoi ET5. Il quitte ensuite Gibraltar comme escorte supplémentaire au convoi KMF5 et revient avec le convoi de retour MKF5. Pendant les fêtes de 1942, le Hussar est avec le convoi MKS4 d'Angleterre jusqu'à Gibraltar. Le 1er janvier 1943, le Hussar escorte les convois KMS7 et UGS4 (américain) dans la Méditerranée. Après un passage avec le convoi MKS7 en février, il effectue un balayage anti-sous-marin dans l'Atlantique avant de rentrer dans la Méditerranée avec les convois GUS5, UGF6 et RS4. Il obtient un intermède dans ses missions pour un entretien à Gibraltar entre le 30 mars et le 7 avril. À la mi-mai, l'Amirauté réclame que le Hussar et le Speedwell soient ramenés chez eux. Le Hussar quitte Gibraltar pour Alger le 9 mai et effectue le chemin de retour avec un convoi MPS en mai/juin 1943. Entre le 26 juin et le 6 août, il subit des réparations à Hull.
L'Arctique fait appel au Hussar et à d'autres navires de la classe Halcyon; en septembre, il navigue dans les eaux islandaises et effectue des tâches locales jusqu’en octobre. Entre le 15 et le 25 novembre, il escorte le convoi JW54A vers le nord de la Russie. Entre le 26 novembre et le 1er décembre, le Hussar escorte le convoi RA54B (à domicile) lors de la première étape de son passage; ce convoi arrivera également intact. Temporairement basé dans le nord des eaux russes une fois de plus, le Hussar effectue des tâches locales, parfois avec des destroyers et des dragueurs de mines russes, jusqu'en décembre 1943 et janvier/février 1944.
Outre les patrouilles et les tâches de surveillances, les travaux locaux comprennent le rattachement aux convois océaniques tels que le RA55A et le RA55B. Le 3 février 1944, le Hussar navigue comme escorte du convoi RA56 qui atteint le Loch Ewe intact le 11 février. La concentration habituelle de sous-marins allemands au large de l'île aux Ours est inefficace, mais l'aviation veille; une succession de coups de vent et de neige semi-continue complète le tableau. Le Hussar se rend ensuite à Rosyth, le 26 février, pour des opérations de maintenance.
Après ses actions s'étendant de l'Arctique à la Méditerranée et à l'arrière de l’Arctique, le navire a besoin d’attention. En avril 1944, le Hussar passe une semaine de plus à Rosyth en réparation. Avec l'opération Neptune, la phase navale de l'invasion de la Normandie, imminente, ses machines nécessitent un une révision générale et son équipage a besoin d'une formation pour leurs futures tâches. Le Hussar récupère son équipement de dragage de mines avant de prendre part à la vaste et complexe opération de dragage des mines qui précède l'assaut amphibie, après quoi il navigue jusqu’à Immingham pour un entretien final.
Après que les armées alliées furent mises à terre en toute sécurité en Normandie, le dragage des mines commence au large des ports de la Manche et les Britomart (J22), Hussar, Jason (J99) et Salamander (J86), affectés à la 1re Flottille de déminages nettoient les champs de mines de l'Axe au nord de la Normandie pour ouvrir des ports supplémentaires pour alimenter l'avance alliée. Dans l'après-midi du 27 août 1944, ils balayent au large du cap d'Antifer en préparation de l'arrivée du cuirassé Warspite et surveillent les navires Erebus et Roberts pour engager l'artillerie côtière du Havre qui retarde l'avance des troupes canadiennes.
L'officier du quartier général affecté au projet de déminage à la 1MF a négligé d'informer l'officier de pavillon de la zone d'assaut britannique sous les ordres du vice-amiral Rivett-Carnac, qui est chargé de défendre les plages d'invasion contre les torpilleurs rapides Schnellboote opérant du Havre. La 1MF est observé sur le secteur sud-ouest de l'opération de déminage et supposé être des navires allemands attaquant les navires alliés au large des plages d'invasion. Le personnel de l'amiral demande aux 263e Squadron RAF et 266e Squadron RAF d'attaquer les présumés navires ennemis. Les escadrons ripostent avec 16 Hawker Typhoon armés de canons de 20 mm et de roquettes non guidées RP-3 hautement explosives de 60 livres. Les pilotes de la RAF identifient la 1MF comme une navigation probablement amicale, mais après avoir remis en question leurs ordres, on les informe que la Royal Navy n'a aucun navire dans la région.
Dans une attaque au soleil bien exécutée à 13h30, les Typhons coulent le Britomart et le Hussar  tandis que le Salamander est si endommagé au-delà des réparations économiques qu'il sera radié du service actif et considéré comme une perte totale. Quatre-vingt-six marins britanniques sont tués et 124 autres sont blessés. La 1MF identifie les Typhons comme amis, et une mauvaise visibilité au soleil les a empêché la reconnaissance précoce du "feu ami" imminent. Le Jason établit un contact radio pour mettre fin à l'attaque.
L'épave se trouve dans 31 mètres d’eau à la position géographique de 49° 40′ N, 0° 06′ O.

### Honneurs de bataille
- ARCTIC 1941-44
- NORTH AFRICA 1942-43
- ATLANTIC 1943
- NORMANDY 1944

### Participation auxconvois
Le Hussar a navigué avec les convois suivants au cours de sa carrière:
1. Convoi FTC 8
2. Convoi GUF 6
3. Convoi GUS 5
4. Convoi GUS 7
5. Convoi HX 124
6. Convoi HX 132
7. Convoi HX 135
8. Convoi JW 54A
9. Convoi JW 55A
10. Convoi JW 55B
11. Convoi KMF 5A
12. Convoi KMS 7G
13. Convoi KX 4B
14. Convoi MKF 5
15. Convoi MKS 1A
16. Convoi MKS 4
17. Convoi MKS 7
18. Convoi MKS 14G
19. Convoi MKS 44
20. Convoi OB 319
21. Convoi ON 19
22. Convoi PQ 1
23. Convoi PQ 2
24. Convoi PQ 11
25. Convoi PQ 12
26. Convoi PQ 13
27. Convoi PQ 14
28. Convoi QP 3
29. Convoi QP 9
30. Convoi QP 10
31. Convoi QP 11
32. Convoi QP 13
33. Convoi RA 54B
34. Convoi RA 55B
35. Convoi RA 56
36. Convoi SC 30
37. Convoi SL/MKS 130MK

### Commandement
- Lieutenant Commander (Lt.Cdr.) Trevor George Payne Crick (RN) du 8 juillet 1939 à novembre 1939
- Lieutenant Commander (Lt.Cdr.) Alfred Francis Llewellyn Evans (RN) de novembre 1939 à juillet 1940
- Lieutenant (Lt.) Denis Harold Palmer Gardiner (RN) de juillet 1940 au 13 janvier 1942
- Lieutenant (Lt.) Reginald Charles Biggs (RN) du 13 janvier 1942 à mi-1944
- Lieutenant (Lt.) John Robert Nash (RNR) de mi-1944 au 27 août 1944